# Huelga de tranvías de Barcelona de 1951

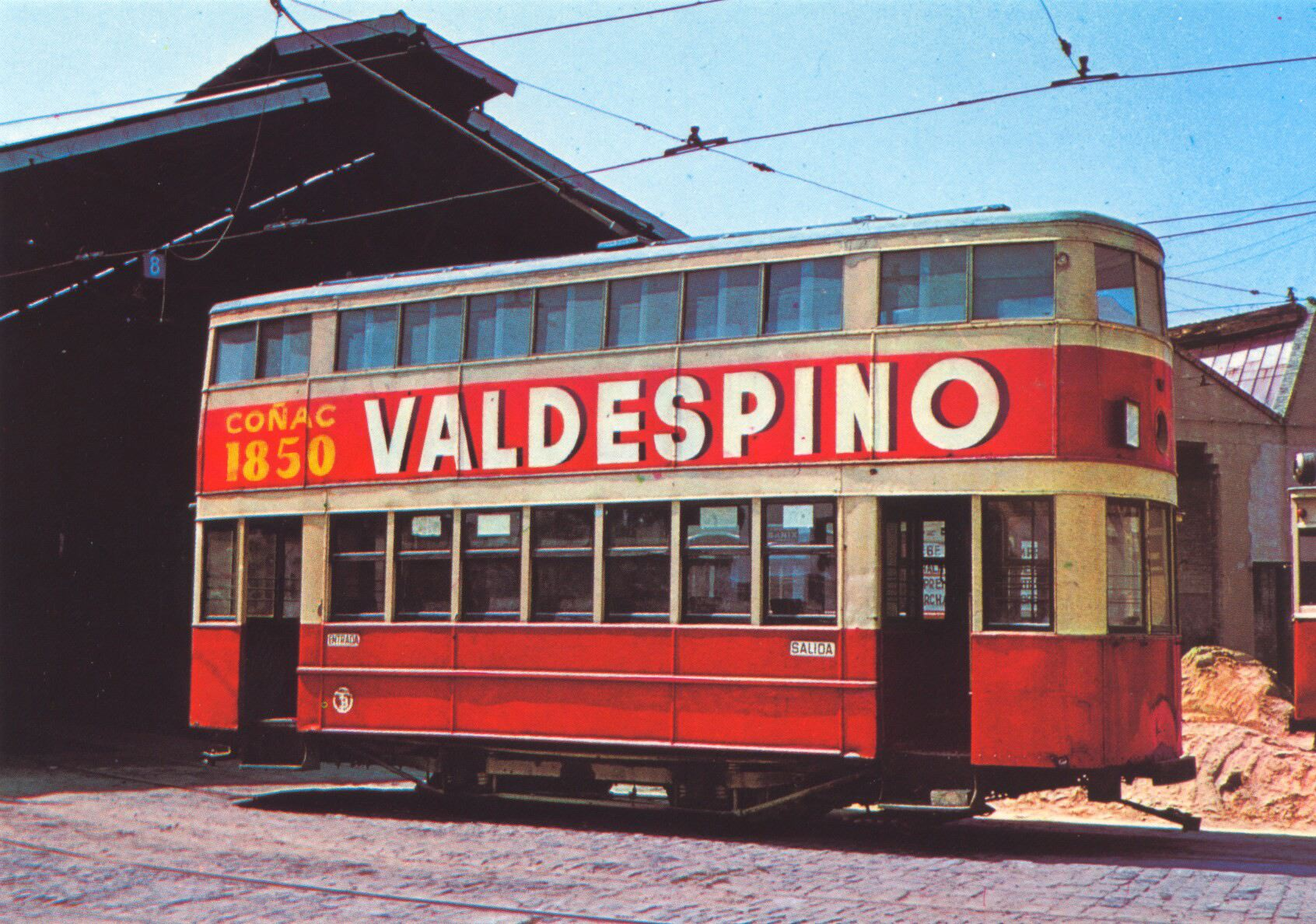
Tranvía de Barcelona.

La huelga de tranvías de Barcelona de 1951 fue el comienzo de un movimiento huelguístico iniciado en la ciudad de Barcelona el 1 de marzo de 1951 como anticipo de una huelga general convocada para el día 22 del mismo mes y que fue seguida por una parte de la población trabajadora. Consistió en el boicot que los ciudadanos de Barcelona hicieron a la Compañía de Tranvías, considerada la última batalla de la generación que perdió la guerra.

## Importancia histórica
Por primera vez, desde la guerra civil española, se produce una huelga, actividad prohibida por el régimen y motivo de aversión para Francisco Franco por considerarla como la ley de la selva de sociedades primitivas. Representó una de las primeras manifestaciones masivas contra el franquismo.
En Barcelona comienzan a circular consignas para que no se utilicen los tranvías como protesta por el aumento del precio del billete, lo que suponía agravio comparativo con Madrid —que anunció el aumento y lo anuló—, unido al profundo malestar entre la población por las durísimas condiciones de vida de la mayoría de la población desde el fin de la guerra civil española.
Más importante que la huelga en sí misma fue la repercusión propagandística que llevaba consigo, singularmente en el extranjero.

## Contenido y apoyo
Durante dos semanas, la población se negó masivamente a utilizar el transporte público, realizó sus desplazamientos a pie y participó en numerosas manifestaciones de protesta, registrándose algún acto de violencia con quema de uno de los tranvías.
Aunque algunos autores consideran la huelga fruto de un movimiento espontáneo, otros indican que fue resultado de la gran tradición libertaria existente en la ciudad, a pesar de que más tarde fue apoyada por militantes de CNT, FNC, FNEC y otros; incluso fue detenido el dirigente del PSUC Gregorio López Raimundo.

«...Cuando llegó el día del boicot, el 1 de marzo, los tranvías recorrieron vacíos las calles de la ciudad mientras se produjeron incidentes menores en los mercados- Unas trescientas personas, entre los que había numerosos falangistas, bajaron por la céntrica Vía Layetana gritando: "¡Viva Franco!" y "¡Muera el Gobernador!". Éste ordenó la rápida concentración de falangistas al tiempo que pidió que se mantuviesen en una posición discreta a los Sindicatos manifestando que la clase obrera había permanecido tranquila y era mejor no tocarla...»

El  gobernador civil, Eduardo Baeza Alegría, que el 1 de marzo había ordenado a la Guardia Civil que obligase a los ciudadanos de Barcelona a hacer uso del tranvía en sus desplazamientos, supo entonces que muchos falangistas habían estado actuando junto a los huelguistas hasta el punto de utilizar sus vehículos para transportar a los peatones que apoyaban el boicot. Ante esta insubordinación pretende enfrentar al partido contra la población, por lo que los falangistas se negaron a obedecer, durante los días 3, 4 y 5, los dictados de su teórico jefe provincial.

## Consecuencias
El conflicto se extiende a Madrid el 2 de abril, pero la llamada Jornada Nacional de Protesta organizada para el 20 de mayo resultó un fracaso.
El Gobierno de España había decidido seguir una conducta moderada en cuanto a la represión de las huelgas y, a la vez, atribuía las mismas ante la opinión pública a los manejos de elementos comunistas, que habiendo fracasado en la lucha armada, habían cambiado la táctica tratando de utilizar en su favor el descontento existente en la clase trabajadora por la continuación de los sacrificios llevados a cabo desde 1939 y cuyo fin no acababa de verse claro.
Los duros enfrentamientos con la Guardia Civil resultaron en cientos de detenidos, decenas de heridos, y el fallecimiento de una persona a causa de un disparo de bala de la policía. El 18 de marzo, tanto Baeza como el alcalde de Barcelona, José María de Albert Despujol, fueron destituidos, pasando a desempeñar ambas funciones miembros del aparato militar, y la subida de precios fue anulada.